# Markéta Vondroušová

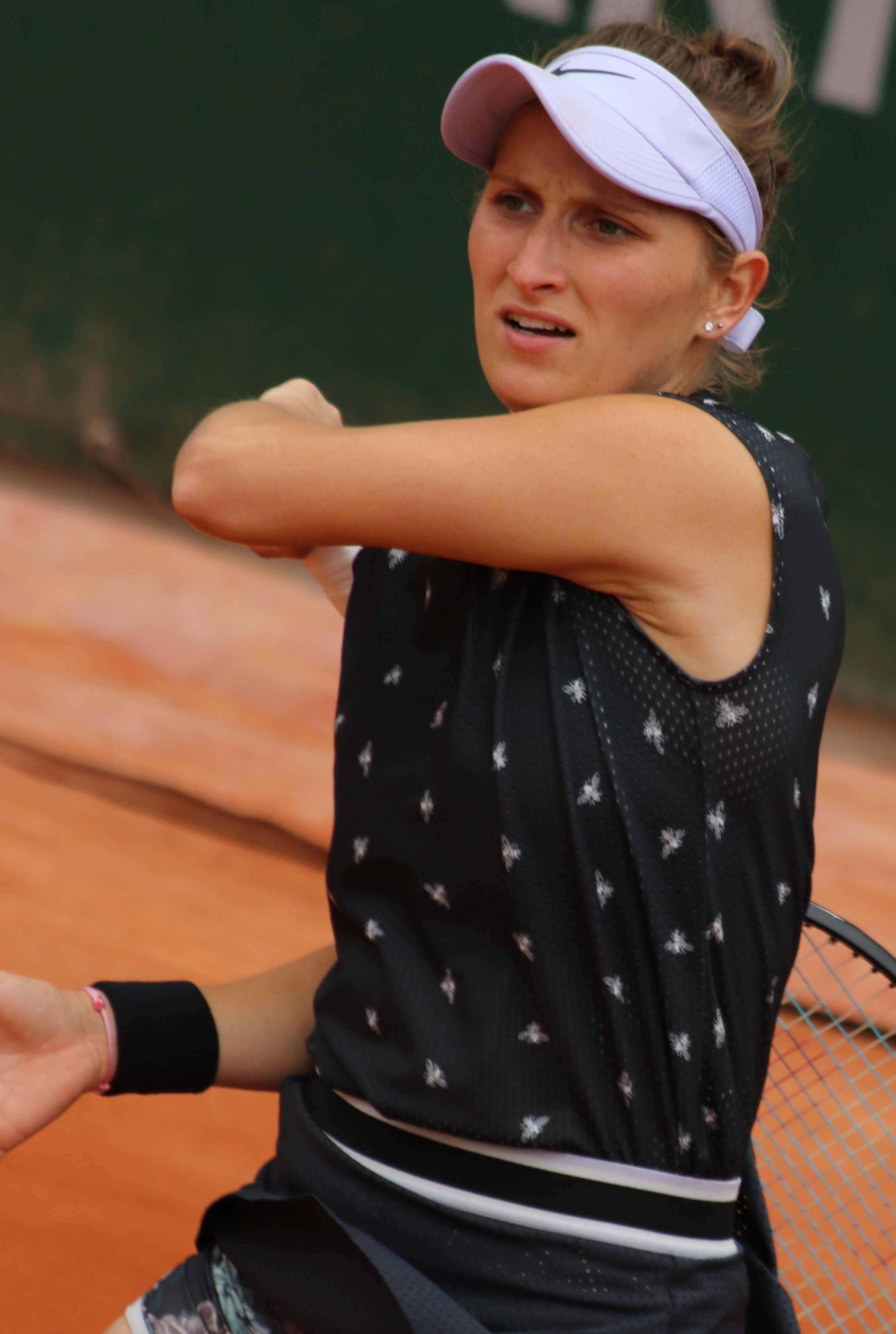
Roland Garros 2019

Markéta Vondroušová (Sokolov, 28 juni 1999) is een tennisspeelster uit Tsjechië. Vondroušová begon met tennis toen zij vijf jaar oud was. Haar favoriete ondergrond is gravel. Zij speelt linkshandig en hanteert soms een tweehandige, soms een klassieke enkelhandige backhand. Zij is actief in het internationale tennis sinds 2014.

## Loopbaan
Bij de junioren won zij in 2015 de dubbelspeltitel op twee grandslamtoernooien: het Australian Open en Roland Garros beide met landgenote Miriam Kolodziejová.

### Enkelspel
Vondroušová debuteerde in 2014 op het ITF-toernooi van Praag (Tsjechië). Zij stond in 2015 voor het eerst in een finale, op het ITF-toernooi van Sharm-el-Sheikh (Egypte) – zij verloor van de Wit-Russin Vera Lapko. Twee maanden later veroverde Vondroušová haar eerste titel, op het ITF-toernooi van Zielona Góra (Polen), door de Russin Natela Dzalamidze te verslaan. Tot op heden(augustus 2023) won zij acht ITF-titels, de meest recente in 2022 op het $100k-toernooi in Shrewsbury (Engeland).
In 2016 speelde Vondroušová voor het eerst op een WTA-hoofdtoernooi, op het toernooi van Praag. Zij bereikte er de tweede ronde. Zij stond in april 2017 voor het eerst in een WTA-finale, op het toernooi van Biel/Bienne – als zeventienjarige kwalificante veroverde zij hier haar eerste titel, door de Estische Anett Kontaveit te verslaan. In mei 2017 kwam zij binnen in de top 100 van de WTA-ranglijst, in april 2019 in de top 50. In juni 2019 bereikte zij de finale op Roland Garros, door onder meer vier geplaatste speelsters te verslaan: Carla Suárez Navarro (derde ronde), Anastasija Sevastova (vierde ronde), Petra Martić (kwartfinale) en Johanna Konta (halve finale), alvorens ten offer te vallen aan Ashleigh Barty. Hiermee kwam zij binnen in de top 20.
In juli 2021 won Vondroušová de zilveren medaille in het enkelspel op de Olympische Spelen van 2020 in Tokio.
Op 15 juli 2023 won zij haar eerste grandslamtitel door Ons Jabeur te verslaan in de finale van Wimbledon. Vondroušová was de eerste ongeplaatste speelster in het open tijdperk die Wimbledon wist te winnen. Door dit resultaat haakte zij nipt aan bij de top tien van de wereldranglijst.
Nadat zij negen maanden buiten bedrijf was geweest door een schouderoperatie, won Vondroušová haar derde WTA-titel op het toernooi van Berlijn 2025 – in de finale versloeg zij de Chinese Wang Xinyu.
Haar hoogste notering op de WTA-ranglijst is de 6e plaats, die zij bereikte in september 2023.

### Dubbelspel
Vondroušová was in het dubbelspel minder actief dan in het enkelspel. Zij debuteerde in 2015 op het ITF-toernooi van Sharm-el-Sheikh (Egypte) – samen met de Wit-Russin Vera Lapko (van wie zij in de enkelspelfinale daar verloor) veroverde zij haar eerste titel, door het duo Anna Morgina en Caroline Rohde-Moe te verslaan. Tot op heden(augustus 2023) won zij zes ITF-titels waarvan vijf met landgenote Miriam Kolodziejová, de meest recente in 2022 op het $100k-toernooi in Shrewsbury (Engeland).
In 2015 speelde Vondroušová voor het eerst op een WTA-hoofdtoernooi, op het toernooi van Praag, samen met landgenote Kateřina Vaňková. In 2019 bereikte zij de halve finale op het Australian Open, met landgenote Barbora Strýcová aan haar zijde – daarmee kwam zij binnen in de top 100. Zij stond in 2021 voor het eerst in een WTA-finale, op het toernooi van Rome, samen met Française Kristina Mladenovic – zij verloren van het koppel Sharon Fichman en Giuliana Olmos.
In juni 2023 bereikte zij de finale van het WTA-toernooi van Berlijn, aan de zijde van landgenote Kateřina Siniaková – door dit resultaat maakte Vondroušová haar entree tot de top 50 van de wereldranglijst.
Haar hoogste notering op de WTA-ranglijst is de 38e plaats, die zij bereikte in september 2023.

### Tennis in teamverband
In de periode 2017–2023 maakte Vondroušová deel uit van het Tsjechische Fed Cup-team – zij behaalde daar een winst/verlies-balans van 12–1. Zij nam in 2017 deel aan de halve finale van Wereldgroep I die zij verloren van de Amerikaanse dames. In 2022 speelde zij in het eindtoernooi van de Wereldgroep – door winst in hun groep bereikten zij de halve finale, waarin Vondroušová niet werd ingezet.

## Persoonlijk
Op 16 juli 2022 trad Vondroušová in het huwelijk met Štěpán Šimek, in het kasteel van het Tsjechische plaatsje Mcely.

## Posities op deWTA-ranglijst
Positie per einde seizoen:
| jaar | rang enkelspel | rang dubbelspel |
| ---- | -------------- | --------------- |
| 2015 | 429            | 386             |
| 2016 | 376            | –               |
| 2017 | 67             | 155             |
| 2018 | 67             | 634             |
| 2019 | 16             | 100             |
| 2020 | 21             | 600             |
| 2021 | 35             | 65              |
| 2022 | 99             | 119             |
| 2023 | 7              | 44              |
| 2024 | 39             | 158             |

## Palmares
| Legenda                 |
| ----------------------- |
| Grandslamtoernooi       |
| Olympische Spelen       |
| Year-End Championships  |
| Premier Mandatory       |
| Premier Five / WTA 1000 |
| Premier / WTA 500       |
| International / WTA 250 |
| Challenger / WTA 125    |

### Overwinningen op een regerend nummer 1
Vondroušová heeft tot op heden éénmaal een partij tegen een op dat ogenblik heersend leider van de wereldranglijst gewonnen (peildatum 21 juni 2025):
| nr. | datum      | toernooi    | ronde        | tegenstandster  | score    |         |
| --- | ---------- | ----------- | ------------ | --------------- | -------- | ------- |
| 1.  | 2025-06-21 | WTA Berlijn | halve finale | Aryna Sabalenka | 6-0, 6-0 | details |

### WTA-finaleplaatsen enkelspel
| nr.              | finale     | toernooi        | ondergrond    | tegenstandster      | score         |         |
| ---------------- | ---------- | --------------- | ------------- | ------------------- | ------------- | ------- |
| gewonnen finales |            |                 |               |                     |               |         |
| 1.               | 2017-04-16 | WTA Biel/Bienne | hardcourt (i) | Anett Kontaveit     | 6-4, 7-6      | details |
| 2.               | 2023-07-15 | Wimbledon       | gras          | Ons Jabeur          | 6-4, 6-4      | details |
| 3.               | 2025-06-22 | WTA Berlijn     | gras          | Wang Xinyu          | 7-6, 4-6, 6-2 | details |
| verloren finales |            |                 |               |                     |               |         |
| 1.               | 2019-02-24 | WTA Boedapest   | hardcourt (i) | Alison Van Uytvanck | 6-1, 5-7, 2-6 | details |
| 2.               | 2019-04-28 | WTA Istanbul    | gravel        | Petra Martić        | 6-1, 4-6, 1-6 | details |
| 3.               | 2019-06-08 | Roland Garros   | gravel        | Ashleigh Barty      | 1-6, 3-6      | details |
| 4.               | 2021-07-31 | O.S. Tokio      | hardcourt     | Belinda Bencic      | 5-7, 6-2, 3-6 | details |

### WTA-finaleplaatsen vrouwendubbelspel
| nr.              | finale     | toernooi     | ondergrond    | partner             | tegenstandsters               | score            |         |
| ---------------- | ---------- | ------------ | ------------- | ------------------- | ----------------------------- | ---------------- | ------- |
| gewonnen finales |            |              |               |                     |                               |                  |         |
| geen             |            |              |               |                     |                               |                  |         |
| verloren finales |            |              |               |                     |                               |                  |         |
| 1.               | 2021-05-16 | WTA Rome     | gravel        | Kristina Mladenovic | Sharon Fichman Giuliana Olmos | 6-4, 5-7, [5-10] | details |
| 2.               | 2022-01-14 | WTA Adelaide | hardcourt     | Tereza Martincová   | Eri Hozumi Makoto Ninomiya    | 6-1, 6-7, [7-10] | details |
| 3.               | 2022-12-11 | WTA Angers   | hardcourt (i) | Miriam Kolodziejová | Alycia Parks Zhang Shuai      | 2-6, 2-6         | details |
| 4.               | 2023-06-25 | WTA Berlijn  | gras          | Kateřina Siniaková  | Caroline Garcia Luisa Stefani | 6-4, 6-7, [4-10] | details |

## Resultaten grandslamtoernooien
| Legenda | Legenda                          |
| ------- | -------------------------------- |
| g.t.    | geen toernooi gehouden           |
| l.c.    | lagere categorie                 |
| –       | niet deelgenomen                 |
| G       | uitgeschakeld in de groepsfase   |
| 1R      | uitgeschakeld in de eerste ronde |
| 2R      | uitgeschakeld in de tweede ronde |
| 3R      | uitgeschakeld in de derde ronde  |
| 4R      | uitgeschakeld in de vierde ronde |
| KF      | uitgeschakeld in de kwartfinale  |
| HF      | uitgeschakeld in de halve finale |
| F       | de finale verloren               |
| W       | het toernooi gewonnen            |
| w-v     | winst/verlies-balans             |

### Enkelspel
| toernooi        | 2017 | 2018 | 2019 | 2020 | 2021 | 2022 | 2023 | 2024 | 2025 |
| --------------- | ---- | ---- | ---- | ---- | ---- | ---- | ---- | ---- | ---- |
| Australian Open | –    | 2R   | 2R   | 1R   | 4R   | 3R   | 3R   | 1R   | –    |
| Roland Garros   | 2R   | 1R   | F    | 1R   | 4R   | –    | 2R   | KF   | 3R   |
| Wimbledon       | 1R   | 1R   | 1R   | g.t. | 2R   | –    | W    | 1R   |      |
| US Open         | 1R   | 4R   | –    | 2R   | 2R   | –    | KF   | –    |      |

### Vrouwendubbelspel
| toernooi        | 2017 | 2018 | 2019 | 2020 | 2021 | 2022 | 2023 |
| --------------- | ---- | ---- | ---- | ---- | ---- | ---- | ---- |
| Australian Open | –    | 1R   | HF   | 1R   | 2R   | 2R   | 3R   |
| Roland Garros   | –    | 1R   | 2R   | –    | –    | –    | 2R   |
| Wimbledon       | KF   | 1R   | –    | g.t. | 2R   | –    | 3R   |
| US Open         | 1R   | –    | –    | –    | 2R   | –    | 3R   |

### Gemengd dubbelspel
| toernooi        | 2021 |
| --------------- | ---- |
| Australian Open | –    |
| Roland Garros   | –    |
| Wimbledon       | 2R   |
| US Open         | –    |